# Моллабурхан
Моллабурхан (азерб. Mollabürhan) — село в Губадлинском районе Азербайджана.

## История
По данным «Свода статистических данных о населении Закавказского края, извлеченных из посемейных списков 1886 года», в селе Молла-Буран Сары-ятагского сельского округа Зангезурского уезда Елизаветпольской губернии было 82 дыма и проживало 393 курда шиитского вероисповедания, из которых семеро принадлежали к духовенству, а остальные являлись государственными крестьянами.
В советские годы село входило в состав Губадлинского района Азербайджанской ССР. В результате Первой карабахской войны в августе 1993 года перешло под контроль непризнанной Нагорно-Карабахской Республики. 25 октября 2020 года президент Азербайджана Ильхам Алиев объявил, что «азербайджанская армия освободила от оккупации» село.

## Топонимика
Ойконим состоит из слов мулла (религиозный чин) и Бурхан (личное имя), что означает «деревня муллы Бурхана, деревня, принадлежащая мулле Бурхану».